# Violette du Larzac
Viola pseudomirabilis
Espèce
Classification phylogénétique
La Violette du Larzac (Viola pseudomirabilis) est une espèce de plantes à fleurs de la famille des Violaceae.

## Statut de protection
En France, l'espèce figure sur la liste des plantes protégées en Midi-Pyrénées.